# Julio Fernández Rodríguez
Julio Fernández Rodríguez (A Fonsagrada, 26 luglio 1947) è un produttore cinematografico spagnolo.

## Biografia
Fernández è nato in A Fonsagrada nella provincia di Lugo. Già a sedici anni si sposta in Catalogna per stuadiare cinema, dove risiede tuttora. La carriera di produzione cinematografica di Julio è ricca di onorificenze e soddisfazioni, tanto da arrivare a dirigere una delle più famose società di produzione spagnola: la Filmax Entertainment.

## Filmografia parziale

### Produttore
- Nameless - Entità nascosta (Los Sin Nombre), regia di Jaume Balagueró (1999)
- L'altra faccia della luna (L'altra cara de la lluna), regia di Lluís Josep Comerón (2000)
- Terra del fuoco (Tierra del fuego), regia di Miguel Littín (2000)
- Faust (Faust: Love of the Damned), regia di Brian Yuzna (2001)
- Arachnid - Il predatore (Arachnid), regia di Jack Sholder (2001)
- Killing words - Parole assassine (Palabras encadenadas), regia di Laura Mañá (2003)
- El Cid - La leggenda (El Cid: La leyenda), regia di Jose Pozo (2003)
- L'uomo senza sonno (El Maquinista), regia di Brad Anderson (2004)
- I delitti della luna piena (Romasanta), regia di Paco Plaza (2004)
- Rottweiler, regia di Brian Yuzna (2004)
- Les Dalton, regia di Philippe Haïm (2004)
- The Nun (La Monja), regia di Luis de la Madrid (2005)
- Fragile - A Ghost Story (Frágiles), regia di Jaume Balagueró (2005)
- Beneath Still Waters - Dal profondo delle tenebre (Beneath Still Waters), regia di Brian Yuzna (2005)
- The backwoods - Prigionieri del bosco (Bosque de sombras), regia di Koldo Serra (2006)
- The Kovak box - Controllo mentale (The Kovak Box), regia di Daniel Monzón (2006)
- Film per non dormire: affittasi (Películas para no dormir: Para entrar a vivir) (2006)
- Profumo - Storia di un assassino (Perfume: The Story of a Murderer), regia di Tom Tykwer (2006)
- Kilometro 31 (KM 31: Kilómetro 31), regia di Rigoberto Castañeda (2006)
- La stanza del bambino (La habitación del niño), regia di Álex de la Iglesia (2006)
- Rec, regia di Jaume Balagueró e Paco Plaza (2007)
- Transsiberian, regia di Brad Anderson (2008)